# Marinus van der Have

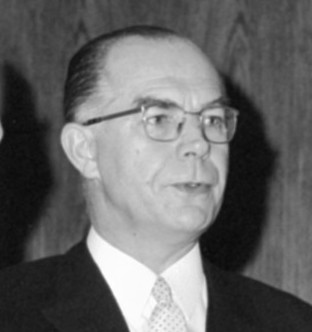
Marinus van der Have (1969)

Marinus Adolf van der Have (Nieuwerkerk, 20 april 1920 – 7 januari 2000) was een Nederlands politicus van de CHU en later het CDA.
Nadat het doorlopen van de hbs in Zierikzee ging hij in 1940 werken bij de gemeente Bruinisse maar in oktober 1941 keerde hij terug naar Nieuwerkerk om daar bij de gemeente te gaan werken. In januari 1945 werd hij de waarnemend gemeentesecretaris van Hoedekenskerke en in april 1946 werd Van der Have daar de gemeentesecretaris. In mei 1956 werd hij de burgemeester van de Zuid-Hollandse gemeente Valkenburg en vanaf januari 1969 tot zijn pensionering in mei 1985 was hij de burgemeester van Leiderdorp. Daarmee was zijn burgemeesterscarrière nog niet voorbij want twee jaar later werd Van der Have de waarnemend burgemeester van Benthuizen wat hij zou blijven tot die gemeente op 1 januari 1991 ophield te bestaan. Begin 2000 overleed hij op 79-jarige leeftijd.